# Open Range
Open Range és un western estatunidenc dirigit per Kevin Costner, estrenada el 2003. El film ha estat íntegrament rodat al Canadà, a Alberta, i en particular a Calgary Longview, Morley i Stoney Indian Reservation. Ha estat doblada al català.

## Argument
L'any 1882, quatre cow-boys condueixen un ramat de vaques i de cavalls a través d'un immens paisatge muntanyós quan esclata una tempesta. La violència de la pluja els obliga a fer una pausa perllongada.
Quan el temps finalment s'aixeca, el seu cap, Boss Spearman, envia Mose Harrison a la ciutat més pròxima per reaprovisionar-se. Però Mose triga a tornar. Boss i Charley Waite, el seu braç dret taciturn, decideixen llavors de marxar a buscar-lo, deixant el ramat sota la vigilància del més jove. Quan arriben a la ciutat, s'assabenten que el seu company ha estat involucrat en una baralla i empresonat pel xèrif.
Molt ràpidament, la situació degenera perquè el xèrif està venut a un gran propietari que marca la seva llei sobre tot i tothom.
Però Boss i Charley no són del gènere de deixar-se fer.

## Inspiració
El film és una adaptació de la novel·la de Lauran Paine, The Open Range Men, publicada el 1990. Lauran Paine havia estat treballant en el guió del film des de 1999. El desembre de 2001, el novel·lista va morir, sense veure la seva obra portada a la pantalla, i Kevin Costner pren la direcció del film. És el tercer film que ha dirigit.

## Repartiment
- Robert Duvall: Boss Spearman
- Kevin Costner: Charley Waite
- Annette Bening: Sue Barlow
- Michael Gambon: Denton Baxter
- Michael Jeter: Percy
- James Russo: Marshal Poole
- Diego Luna: John "Button" Weatheral
- Abraham Benrubi: Mose Harrison
- Peter MacNeill: Mack
- Cliff Saunders: Ralph, el comerciant
- Kim Coates: Butler, l'assassí de Mose
- Julian Richings: Wylie, un guardaespatlles
- Dean McDermott: Dr. Barlow

## Al voltant de la pel·lícula
- Tig no és només el nom del gos al film, és també el nom de l'àvia de Kevin Costner.[3]
- El fusell que Charley utilitza és un Winchester 73.[3]
- Premis 2004: 
  - Gremi d'Editores de So, USA: Nominada Millor Edició de So
  - Premis Satellite: Nominada Millor Actriu Secundària (Annette Bening)
- Box-office: Open Range va trobat un èxit comercial des de la seva estrena en sales amb 68.613.992 $ de recaptacions al box-office mundial, dels quals 58 milions als Estats Units, mentre que el film va ser rodat amb un pressupost de 22 milions.

## Crítica
- "El relat se segueix amb interès i està narrat amb precisió. Brilla amb professional fulgor Robert Duvall. (...) El mateix Kevin Costner està esplèndid. (...) Puntuació: ★★★ (sobre 5)."[4]
- "La primera pel·lícula de l'any amb serioses aspiracions a grans premis. Què és el que no pot agradar d'aquest western?[5]
- "Lenta i pesada"[2]
- "Un western imperfecte però profund i bellament dirigit"[6]